# Hiekkasaari (ö i Södra Savolax, S:t Michel, lat 61,82, long 26,96)
Hiekkasaari är en ö i Finland. Den ligger i sjön Santaranjärvi och i kommunen Sankt Michel i den ekonomiska regionen  S:t Michel och landskapet Södra Savolax, i den södra delen av landet, 210 km nordost om huvudstaden Helsingfors. Öns area är 0,4 hektar och dess största längd är 80 meter i nord-sydlig riktning.